# The Seminole's Trust
The Seminole's Trust er en amerikansk stumfilm fra 1910 af Sidney Olcott.